# الصاعقه
الصاعقه (عربی: الصاعقة) یک تشکیلات نظامی سیاسی فلسطینی بعثی بود که توسط سوریه کنترل می‌شد. این تشکیلات مرتبط با شعبه فلسطینی حزب بعث سوریه است و یکی از اعضای سازمان آزادیبخش فلسطین (پی ال او) است، گرچه دیگر در این سازمان فعال نیست. دبیر کل آن فرحان ابوالهویه است.

## تاریخچه
الصاعقه توسط حزب بعث سوریه در سپتامبر ۱۹۶۶ پایه‌گذاری شد. حزب بعث عقیده داشت کشمکش بین اسرائیل و فلسطینیان به خود فلسطینی‌ها مربوط نیست بلکه آن را باید در کادر اختلاف بین اسرائیل و همه اعراب حل و فصل کرد و به همین علت با خط عرفات در تباین بود. این جنبش در دسامبر ۱۹۶۸ اولین اقدام عملی خود را زمانی که سوریه سعی کرد که یک جانشین برای یاسر عرفات بتراشد شروع کرد. بعداً در جناح فتح تحت رهبری عرفات سیاستمدار فدائی فلسطینی ادغام شد. الصاعقه در همان اوان بعد از فتح دومین گروه مهم در پی ال او بود.

## اسد و الصاعقه
الصاعقه در مبارزات داخلی حزب بعث سوریه نیز نقش داشت. صلاح جدید الصاعقه را به عنوان حربه‌ای علیه خودخواهی‌های حافظ اسد وزیر دفاع بکار می‌گرفت. زمانی که اسد قدرت را در نوامبر ۱۹۷۰ تحت عنوان اصلاح انقلاب در دست گرفت، تشکیلات الصاعقه بهم خورد و رهبری آن را طرفداران اسد به دست گرفتند. (با اینهمه هواداران صلاح جدید کنترل شعبه الصاعقه را در اردوگاه‌های فلسطینی در اردن را تا نیمه سال ۱۹۷۱ در دست داشتند که آن‌ها هم در آنزمان بازداشت شدند). اسد دبیر کل جدیدی بنام زهیر موشین (بجای محمودالمواتی که جانشین یوسف زواوین شده بود) برای الصاعقه منصوب کرد. این شخص یک فلسطینی بعثی بود که از اردن به سوریه پناهنده شده بود. وی چند بار از سوی سوریه برای گرفتن جای یاسر عرفات رئیس سازمان  سازمان آزادیبخش فلسطین پیشنهاد شده بود که با مخالفت جناحهای دیگر مواجه می‌شد.

## با  سازمان آزادیبخش فلسطین و علیه آن
الصاعقه ابزاری در دست دولت سوریه برای تأثیرگذاری در جنبش فلسطینیان بود؛ که به همین علت الصاعقه با استقبال گسترده مردمی در میان فلسطینیان مواجه نبود، در عین حال یک نیروی مهم در اردوگاه‌های فلسطینی در سوریه و لبنان به‌شمار می‌رفت. در جریان جنگ خانگی لبنان، سوریه یک جنبش در میان یکی از مهم‌ترین واحدهای جنگجویان فلسطینی به وجود آورد و بعد هم آن را در جریان تجاوز سوریه علیه  سازمان آزادیبخش فلسطین بکار گرفت که به خراب شدن رابطه میان اسد و عرفات منجر شد؛ و در نتیجه آن الصاعقه در سال ۱۹۷۶ از  سازمان آزادیبخش فلسطین اخراج گردید. اما مجدداً در دسامبر همان سال بعد از فروکش کردن شرایط و اینکه سوریه شرط حمایت از  سازمان آزادیبخش فلسطین را عضویت الصاعقه در  سازمان آزادیبخش فلسطین قرار داده بود مجدداً عضویتش پذیرفته شد. حملات علیه  سازمان آزادیبخش فلسطین موجب ریزش گسترده فلسطینیان مستقر در سوریه از این جنبش شد. همچنان که الصاعقه مسئول کشتار دامور در ۱۹۷۶ و نیز قتل‌عام‌های وحشیانه دیگر بود. بعد از جنگ داخلی لبنان و امضای قرارداد صلح اسلو در ۱۹۹۳ الصاعقه تقریباً خارج از جریان اصلی  سازمان آزادیبخش فلسطین قرار گرفت و فقط در سوریه و بخش اشغالی لبنان توسط سوریه نفوذ داشت؛ و همچنان موضع مخالف پیشنهادهای صلح‌آمیز عرفات را در پیش گرفت و بخشی از اتحادیه‌ای که سوریه در مخالفت با عرفات راه انداخته بود بحساب می‌آمد.

## الصاعقه امروز
بعد از جنگ داخلی سوریه و امضای قرارداد صلح اسلو در ۱۹۹۳ الصاعقه دیگر کارآیی برای دولت سوریه نداشت و لذا تشکیلات آن به‌لحاظ کمی و کیفی تنزل پیدا کرد؛ و گرچه در لبنان حضور دارد ولی دیگر در خارج از سوریه و لبنان هیچ اسمی از آن نیست. (و آینده آن هم در لبنان با خروج ارتش سوریه نامشخص است).